# Мессершмитт P.1101
Messerschmitt P.1101 был одноместным одно-реактивным истребителем времён Второй мировой войны, разработанным в рамках программы создания истребителей на случай чрезвычайной ситуации от 15 июля 1944 года, целью которой было создание реактивных истребителей второго поколения для Третьего рейха. Отличительной особенностью P.1101 прототипа было то, что угол разворота крыльев можно было менять перед полётом. Эта функция была усовершенствована в более поздних самолётах с переменным углом поворота, таких как Bell X-5 и Grumman XF10F Jaguar.

## Проектирование и разработка
В течение девяти дней после того, как 15 июля 1944 года были выпущены технические требования к аварийному истребителю, конструкторское бюро Messerschmitt под руководством доктора Вольдемара Фойгта разработало предварительный проект P.1101. Изначально разработанный самолёт имел короткий и широкий фюзеляж, трёхопорное шасси и крылья, расположенные по центру фюзеляжа, с внутренним углом стреловидности 40° у фюзеляжа и более пологим внешним углом 26°. Единственный реактивный двигатель HeS 011 должен был устанавливаться внутри фюзеляжа и засасывать воздух через два округлых воздухозаборника, расположенных по обе стороны от кабины. Хвостовое оперение имело V-образную конфигурацию и было установлено на конической стреле, которая проходила над выхлопной трубой и за ней, а кабина располагалась в передней части фюзеляжа и была интегрирована в округлую носовую часть самолёта.
К концу августа 1944 года проект, всё ещё существовавший только на бумаге, превратился в более обтекаемую версию с удлинённым и суженным ранее толстым фюзеляжем и конической носовой частью, добавленной перед кабинкой. От крыла с изменяемой стреловидностью также отказались, вместо него было адаптировано внешнее крыло Me 262. Также были выдвинуты предложения по пульсирующему реактивному и ракетному двигателям P.1101L. Конструкция была усовершенствована, в том числе за счёт более длинного носа, и после испытаний в аэродинамической трубе нескольких профилей крыла и фюзеляжа было принято решение о строительстве полноразмерного испытательного самолёта. Окончательный вариант конструкции и соответствующие данные испытаний были представлены конструкторскому бюро 10 ноября 1944 года, а 4 декабря 1944 года начался отбор производственных материалов.
28 февраля 1945 года RLM остановила свой выбор на конкурирующем проекте Focke-Wulf Ta 183 в качестве победителя программы «Аварийный истребитель». Это решение было отчасти обусловлено значительными трудностями в проектировании, с которыми столкнулась команда разработчиков Messerschmitt P.1101. Например, установка пушки оказалась слишком тесной, механизмы уборки шасси и дверей были слишком сложными, фюзеляжу требовалось множество «прочных точек» для выдерживания нагрузок, а ожидаемые характеристики оказались ниже требований RLM из-за увеличения веса.

## Производственный прототип
Поскольку значительная часть работы над проектом P.1101 уже была выполнена, RLM решило продолжить сокращённое финансирование, чтобы Messerschmitt мог проводить экспериментальные полёты, испытывая стреловидное крыло на предполагаемых скоростях до 1 Маха. Ухудшение военной ситуации привело к ускоренному, но рискованному подходу к созданию полномасштабного прототипа параллельно с проектированием деталей и продолжением статистических расчётов, при этом по возможности использовались существующие компоненты, такие как крылья (Me 262), шасси (удлиненное Bf 109) и лётные компоненты. Также предполагалось, что испытательные полёты будут проводиться с углом стреловидности крыла 35, 40 и 45 градусов. Производство прототипа V1 было начато на баварском заводе Мессершмитта. Oberammergau Комплекс с прогнозируемым первым полетом в июне 1945 года.
Прототип P.1101 V1 был изготовлен из дюралюминия конструкция фюзеляжа, сохраняющая внешнюю секцию крыла Me 262, но с более крупными предкрылками и, как упоминалось ранее, стреловидность крыла можно было регулировать на земле от 30, 40 до 45 градусов; это было только для испытаний и никогда не предназначалось для эксплуатации. Установленные на фюзеляже тандемные воздухозаборники предварительных конструкций были заменены одним носовым воздухозаборником, а фонарь кабины стал пузырчатой конструкции, что обеспечивало лучший обзор по всему периметру, чем первоначально предлагавшийся интегрированный фонарь кабины. Серийный прототип также имел более традиционную конструкцию стреловидного оперения, которое было изготовлено из дерева и оставалось установленным на конической хвостовой балке. Также было разработано Т-образное оперение. Трехколесная ходовая часть состояла из управляемого, убирающегося назад носового колеса и длинного убирающегося вперед главная передача, установленная на корневой части крыла. Прототип был оснащен явно неработоспособным реактивным двигателем Heinkel He S 011, но, учитывая отсутствие этого двигателя, для испытательных полетов был установлен a Jumo 004B . (Предполагалось, что смена типа двигателя будет сравнительно простой.)Кроме того, серийная модель должна была быть оснащена герметичной кабиной и бронированным фонарём, а также двумя или четырьмя 30-миллиметровыми (1,2 дюйма) пушками MK 108, ракетами Ruhrstahl X-4 класса "воздух-воздух"или и тем, и другим.

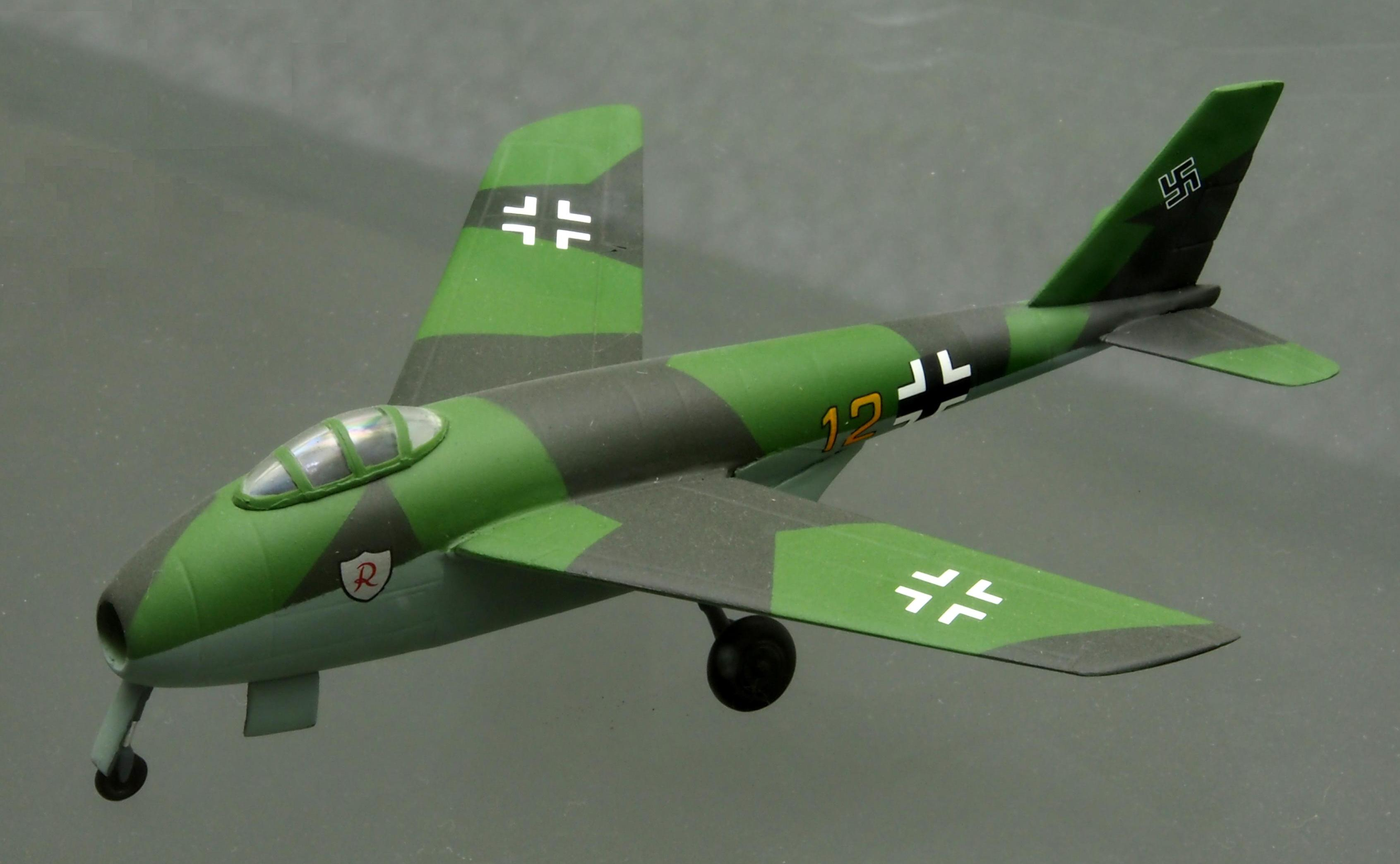
P.1101

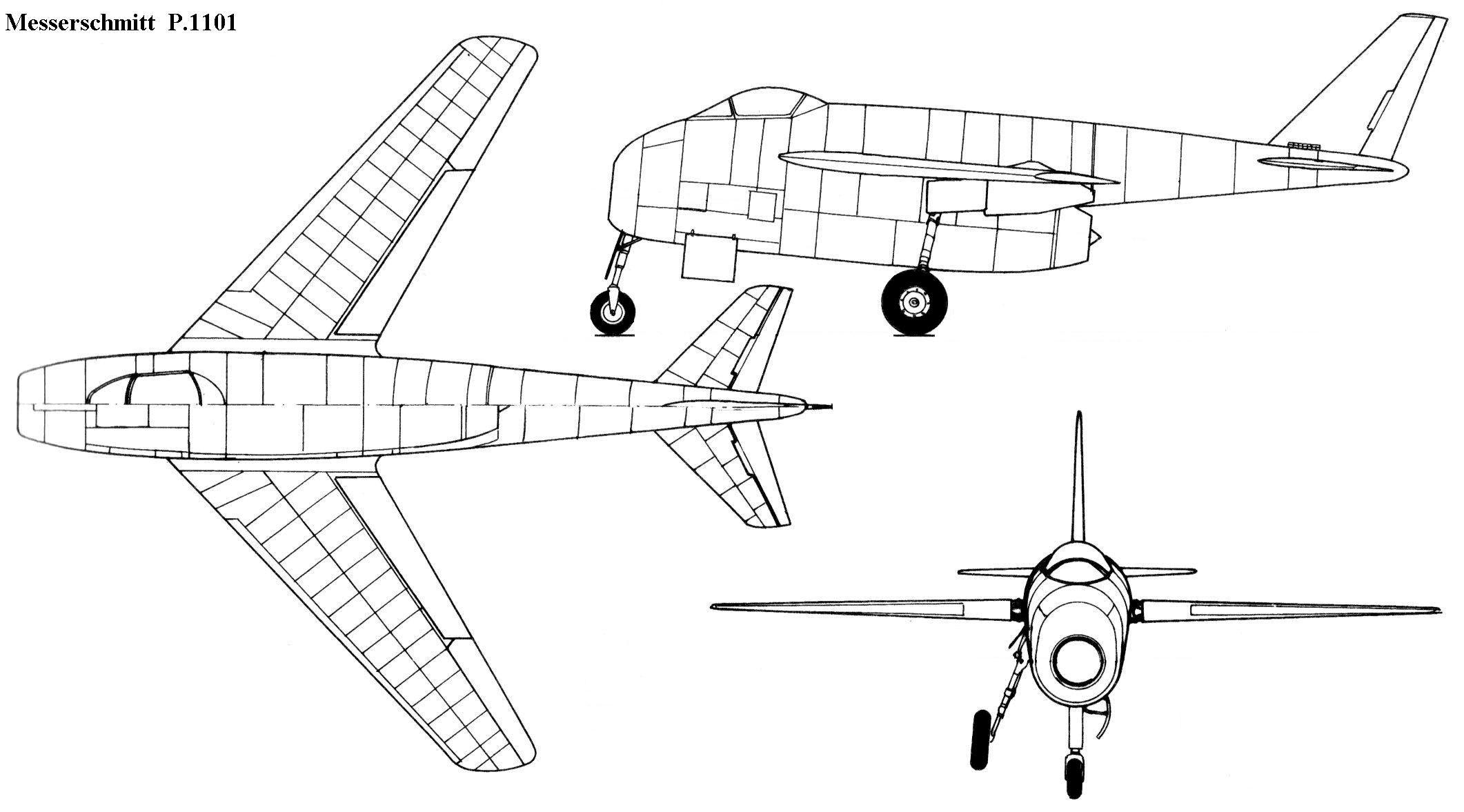
P.1101

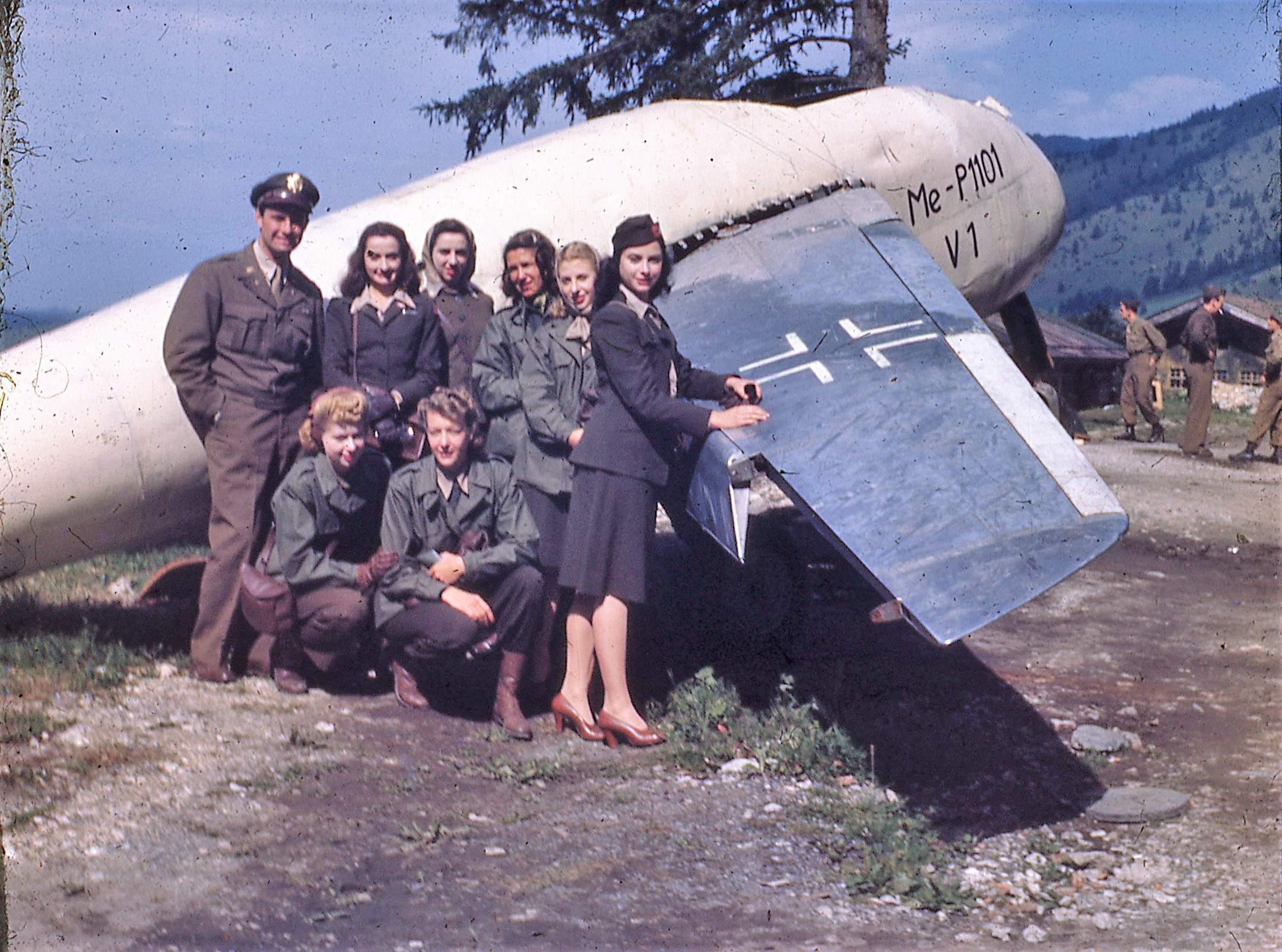
Сотрудники Объединенной организации обслуживания позируют перед прототипом P.1101 V1

## Послевоенный
К тому времени, когда 29 апреля 1945 года американское пехотное подразделение обнаружило комплекс «Обераммергау», прототип V1 был готов примерно на 80 %. Крылья ещё не были прикреплены, и, судя по всему, на их нижнюю поверхность никогда не наносили обшивку. Планер был извлечён из близлежащего туннеля, в котором он был спрятан, и все связанные с ним документы были изъяты. Главный конструктор «Мессершмитта» Вольдемар Фойгт и Роберт Дж. Вудс из «Белл Эйркрафт» лоббировали создание P.1101 V1 к июню 1945 года, но этому помешало уничтожение некоторых важных документов и отказ французов предоставить оставшуюся часть конструкторской документации (микрофильмированной и спрятанной немцами), которую они получили до прибытия американских подразделений в этот район.[нужна страница]
Тем временем планер стал излюбленным реквизитом для сувенирных фотографий военнослужащих. Позже прототип был отправлен сначала на авиабазу Райт-Паттерсон, а затем на завод Bell Aircraft в Буффало, штат Нью-Йорк в 1948 году, где к нему был прикреплён двигатель Allison J35. Повреждения исключали возможность ремонта, хотя некоторые конструктивные особенности Me P.1101 впоследствии были использованы компанией Bell в качестве основы для Bell X-5, который стал первым самолётом, способным изменять геометрию крыла во время полёта

## Варианты

### Me P.1101 Первый Дизайн
24 июля 1944 года Ганс Хорнунг спроектировал одноместный реактивный истребитель. Он был оснащён одним турбореактивным двигателем Heinkel He S 011. Это была самая короткая из всех версий с тупым носом и V-образным хвостовым оперением. Размах крыльев составлял 7,15 м, а длина — 6,85 м. Вооружение состояло из двух пушек MK 108.

### Me P.1101 Второй Дизайн
Более обтекаемый дизайн, разработанный 30 августа 1944 года. Также одноместный реактивный истребитель с V-образным хвостовым оперением, более заострённым носом и крыльями, стреловидными под углом 40 градусов. Размах крыльев составлял 8,16 м, а длина — 9,37 м.

### Me P.1101 Третий Дизайн
Полномасштабный прототип одноместного реактивного истребителя для лётных испытаний с размахом крыльев 8,06 м и длиной 8,98 м. Он имел обычный хвостовой оперение и стреловидное крыло, которое можно было устанавливать под разными углами на земле. Сначала планировалось провести лётные испытания с углом стреловидности крыла 35 градусов, а затем с углом стреловидности 45 градусов. Первый испытательный полёт должен был состояться в июне 1945 года.

### Me P.1101 Четвёртый Дизайн
Окончательная версия одноместного реактивного истребителя, запущенного в производство, с размахом крыльев 8,25 м, длиной 9,175 м и весом 1250 кг.

### Me P.1101 L
Одноместный истребитель с прямоточным воздушно-реактивным двигателем, у которого было бы восемь дополнительных небольших ракетных двигателей для взлёта. У этой конструкции был бы гораздо более широкий фюзеляж, закрывающий большой прямоточный воздушно-реактивный двигатель Лорина, расположенный позади кабины пилота, а также обычный хвостовой оперение.

### Me P.1101/92
Другой проект двухместного тяжёлого истребителя-бомбардировщика с V-образным хвостовым оперением. Это был цельнометаллический самолёт, вооружённый большой 7,5-сантиметровой пушкой Pak 40 и оснащённый двумя турбореактивными двигателями Heinkel He S 011. Размах его крыльев составлял 13,28 м, а длина — 13,1 м.

### Me P.1101/99
Ещё один совершенно другой вариант. Двухместный цельнометаллический штурмовик/истребитель с четырьмя турбореактивными двигателями Heinkel He S 011. Кабина располагалась в передней части фюзеляжа и была вооружена 7,5-сантиметровой пушкой Pak 40 и одной 55-миллиметровой автоматической пушкой MK 112 в носовой части, а также четырьмя дополнительными MK 112 в конфигурации Schräge Musik за кабиной. Его хвост был обычного типа, размах крыльев составлял 15,4 м, а длина — 15,2 м.

## Основные характеристики проекта Messerschmitt Ме P.1101
| Длина, м                         | 9,17                               |
| Высота, м                        | 2,80                               |
| Размах крыла, м                  | 8,24                               |
| количество двигателей х тяга, кг | 1х890                              |
| Макс.скорость полета, км/ч       | 981                                |
| Практический потолок, м          | 13800                              |
| Дальность полета, км             | 1500                               |
| Вооружение                       | 2 х 30-мм пушки МК 108, 4 х УР Х-4 |
| Экипаж, чел.                     |                                    |